# La religiosa (película de 1966)
La religiosa  (La Religieuse en francés) es una película dramática francesa de 1966 dirigida por Jacques Rivette y basada en la novela del mismo título escrita por Denis Diderot.

## Argumento
La religiosa comienza con una joven llamada Suzanne Simonin en traje de novia, preparándose para tomar los votos de castidad, obediencia y pobreza y convertirse en monja, pero se niega en el último momento y ruega a sus padres que no la obliguen a tomar los hábitos.
Suzanne ingresa en el convento, y su padre envía al sacerdote a convencerla. Así se entera de los secretos de su familia. Descubre que el marido de su madre no es su verdadero padre, y que la madre la ha enviado al convento porque no quiere que su esposo sepa de su adulterio. Tampoco quiere ver su pecado hecho carne, ya que insiste en que es su única falta. La madre, de rodillas, ruega a Suzanne que tome los votos, y la joven se convence de que este es su único camino, pues sus padres nunca le darán la oportunidad de casarse, porque la consideran indigna de un buen matrimonio y no tienen posibilidad de darle una dote. Suzanne escribe una carta a su madre prometiendo tomar los votos, carta que más tarde se utilizará contra ella en el juicio que entabla contra la Iglesia para que la liberen de dichos votos.
Suzanne se viste de novia y hace los votos. Entra en el convento muy deprimida, incapaz de enfrentarse a la vida monacal. Estrecha lazos con la madre superiora, que la protege, y con quien tiene largas conversaciones. La superiora, sor de Moni, sabe que aceptar a la joven en el convento es un error, pero no hace nada por evitarlo, diciéndole en cambio que acepte su destino y saque el máximo provecho. Suzanne lo intenta, ayudada por el estímulo de la superiora, hasta que muere su madre, y poco después, sor de Moni. La nueva superiora, sor Sainte-Christine, la maltrata por su rebeldía ante la vida religiosa, aislándola constantemente y condenándola a una dieta a base de pan y agua.
Suzanne consigue comunicarse con un abogado. Quiere ser libre y quedar absuelta de los votos, alegando que todos los que la rodeaban la obligaron a entrar en el convento contra su voluntad. El abogado, que se convierte en el mejor activista contra la ortodoxia religiosa que la esclaviza, le advierte que mientras se resuelve el caso, deberá seguir en el convento y enfrentarse a la persecución a la que va a ser sometida, pero que en cualquier caso, ganará el juicio o será trasladada a otro convento. Suzanne no imagina la crueldad de sor Sainte-Christine, que la maltrata, la encierra, la azota, le roba su crucifijo, le prohíbe rezar y comer, y prohíbe a las otras monjas que tengan cualquier contacto con ella. Las monjas acaban creyendo que está poseída, y sor Sainte-Christine pide un exorcista. El sacerdote ve las heridas y entiende que su devoción a Dios no es propia de una persona posesa. Investiga los malos tratos y como consecuencia, sor Sainte-Christine es reprendida. Después de esto, la superiora suaviza el castigo, pero sigue manteniéndola aislada.
Suzanne se entera de que la Iglesia ha decidido no absolverla de sus votos, y de nuevo cae en una severa depresión. Su abogado se disculpa y le promete mantenerse en contacto, aunque la Iglesia lo prohíbe. También le informan de que va a ser trasladada a otro convento, dirigido por la alegre y amable sor de Chelles. La superiora desarrolla una atracción por Suzanne, a la que hace insinuaciones sexuales, que la joven no acaba de entender. Suzanne conoce a un monje que intenta confortarla diciéndole que a él también le obligaron a tomar los hábitos contra su voluntad. Ambos entablan una relación y deciden escapar juntos. Suzanne huye con él pero cuando el joven la besa, mostrando que quiere una relación más física, la chica le abandona y se refugia cerca, trabajando como costurera y haciendo tareas tradicionalmente femeninas. Poco después se entera de que el monje ha sido apresado y se enfrenta a la cadena perpetua, como sucedería con ella si la encuentran. Vuelve a huir y acaba pidiendo limosna por las calles. Una amable señora la lleva a su casa, que resulta ser un burdel, aunque Suzanne no lo reconoce y se une a las chicas que se están vistiendo para atender a los clientes en una fiesta de máscaras. Cuando todo el mundo se coloca en su sitio, Suzane se da cuenta de dónde está. Se acerca a una ventana, y tras pedir el perdón de Dios, salta al vacío.

## Reparto
- Anna Karina - Suzanne Simonin

- Liselotte Pulver - Mme de Chelles

- Micheline Presle - Mme de Moni

- Francine Bergé - Sister Ste. Christine

- Francisco Rabal - Dom Morel

- Yori Bertin - Sister Ste. Thérèse

- Catherine Diamant - Sister Ste. Cecile

- Christiane Lenier - Mme Simonin

- Wolfgang Reichmann - Father Lemoine

## Equipo de rodaje
- Jacques Rivette - Guionista, director

- Georges de Beauregard - Productor

- Jean-Jacques Fabri - Director artístico

- Francoise Geissler - Editor

- Harold Salemson - Editor

- Denis Diderot - Autor de la novela original

- Jean-Claude Éloy - Compositor musical

- Jean Gruault - Guionista

- Gitt Magrini - Diseño de vestuario

- Denise de Casabianca - Editor

- Alain Levent - Fotografía

- Marilù Parolini - Fotógrafa[1]

## Premios
- Nominada a la Palma de Oro del Festival de Cannes de 1966.[2]